# Вонг, Лукас
Вон Юкхэй (кит. трад. 黃旭熙, упр. 黄旭熙, пиньинь Huáng Xùxī; род. 25 января 1999 года, Ша Тин, Гонконг), наиболее известный как Лукас, — гонконгский рэпер, певец, модель и танцор. Бывший участник южнокорейского бойзбенда NCT и его саб-юнитов NCT U и WayV. Участник супергруппы SuperM. Дебютировал сольно 1 апреля 2024 года с сингл-альбомом Renegade.

## Ранние годы
Лукас родился 25 января 1999 года в Ша Тин, Гонконг, отец — китаец родом из Теоху, мать из Таиланда. У него также есть младший брат, который учился в колледже Йоу Кам Юен.

## Карьера

### 2015–2017: Пре-дебют
В 2015 году Лукас был замечен южнокорейским агентством SM Entertainment после прохождения глобального прослушивания, которое проходило в Гонконге. Лукас был принят только после одного модельного прослушивания. Как стажер SM, Лукас прошел обучение в области пения, рэпа и танцев. 5 апреля 2017 года он был представлен в качестве участника SM Rookies, команды подготовки к дебюту, состоящей из молодых стажеров, которые потенциально могут дебютировать в качестве членов группы. 7 апреля 2017 года Лукас снялся в музыкальном видео Тэна «Dream In A Dream». Родным языком Лукаса является кантонский, но он изучал корейский и севернокитайский языки, готовясь к своему дебюту.

### 2018–2019: Дебют в NCT, WayV и сольная деятельность

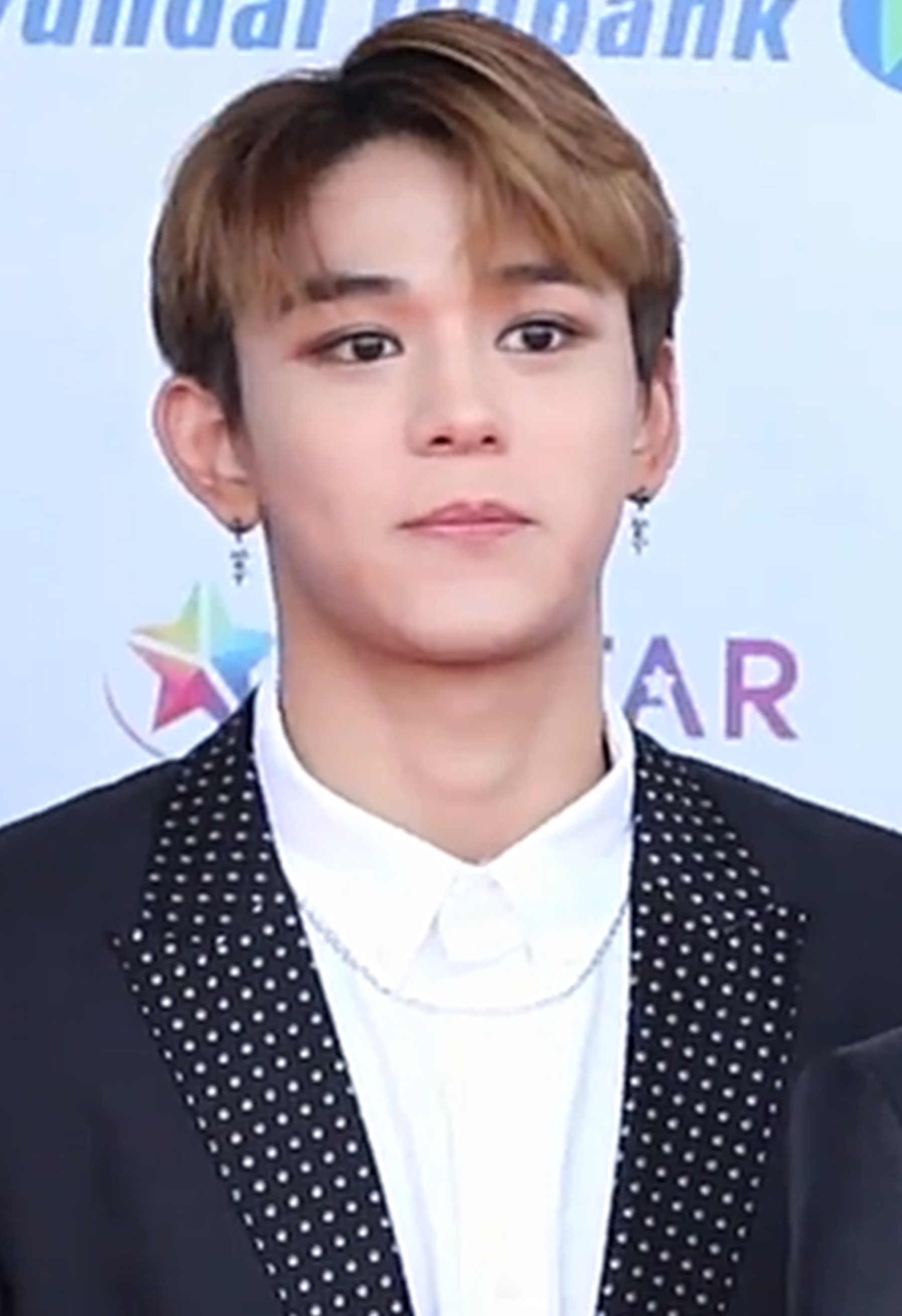
Лукас на Dream Concert, 12 мая 2018 года.

В январе 2018 года SM Entertainment представили NCT 2018, проектную группу  NCT. Лукас, вместе с Куном и Чону, были новыми членами группы. Трио было представлено в видео SMT NCT 2018 Yearbook # 1 30 января 2018 года. Лукас официально дебютировал в NCT 14 марта со студийным альбомом NCT 2018 Empathy. Лукас участвовал в трех песнях в альбоме в качестве участника NCT U, включая заглавные треки «Boss», «Yestorday» (оба как NCT U) и «Black on Black» (как NCT 2018). В целях продвижения альбома, Лукас появлялся на корейских телевизионных шоу «Real Man 300» и «Law of the Jungle in Last Indian Ocean» в качестве постоянного участника.
Лукас участвовал в сингле Тхэён «All Night Long», трек был записан в её мини-альбом Something New, который был выпущен в июне 2018 года. Песня достигла своего пика под номером 72 на цифровом чарте Gaon. В ноябре 2018 года Лукас выпустил цифровой сингл «Coffee Break» с Джоной Нильссон и  Ричардом Бона для проекта SM Station 3.
Лукас дебютировал на подиуме на Сеульской неделе моды в 2018 году, выйдя в коллекциях брендов уличной моды KYE, Charm's и Kappa.
В декабре было объявлено, что Лукас войдёт в состав китайской подгруппы, WayV, управляемого Label V. Группа из семи человек официально дебютировала 17 января 2019 года со своим мини-альбомом The Vision. Его ведущий сингл «Regular» на китайская версия ранее ввпущенной песни от NCT 127. В следующем месяце Лукас присоединился к актерскому составу китайского телевизионного шоу Keep Running качестве постоянного участника седьмого сезона.
7 августа 2019 года Лукас был объявлен участником супергруппы SuperM, созданной SM Entertainment в сотрудничестве с Capitol Records. Они дебютировали с одноименным мини-альбомом 4 октября с заглавным треком «Jopping». 5 октября Лукас провел свой первый концерт с группой SuperM в здании Capitol Records в Лос-Анджелесе, что стало прелюдией к мировому турне, включающему выступления в Северной Америке, а также запланированные концерты в Европе и Азии.

### 2020–2023: NCT 2020, Kick Back, перерыв в деятельности и уход из NCT и WayV
В октябре 2020 года Лукас вернулся, чтобы выступить с NCT впервые после «Black On Black» в 2018 году. Он участвовал во втором проекте NCT 2020, в котором приняли участие все 23 участника. Он принял участие в альбоме Resonance Pt. 1 для песен «Make A Wish (Birthday Song)» и его английской версии, «Faded In My Last Song» и «Volcano» от NCT U, а также «Nectar» от WayV.
10 марта 2021 года WayV выпустили свой третий мини-альбом под названием Kick Back, с одноименным ведущим синглом. Альбом стал первой номерной работой группы в чарте Gaon Album Chart.
Лукас присоединился к «Беги» в качестве постоянного участника в девятом сезоне.
25 августа 2021 года Лукас должен был выпустить сингл «Jalapeño»  вместе с другим участником WayV Хендери. Однако после разногласий, связанных с его прошлыми отношениями, SM Entertainment и Label V объявили, что релиз, а также его промо были отложены. Лукас также объявил, что временно прекратил свою деятельность с WayV.
10 мая 2023 года SM Entertainment опубликовали заявления, что Лукас покидает NCT, а так же саб-юнит WayV, чтобы заняться индивидуальной деятельностью.

### 2024–наст. время: Сольный дебют сRenegade
В феврале 2024 года Лукас выпустил документальный сериал из двух частей под названием «Freeze» на своём официальном YouTube-канале. В документальном фильме Лукас рассказал о своей повседневной жизни во время перерыва и проанализировал события последних двух лет, заявив: «У меня были ужасные мысли; мне было так жаль, что я хотел умереть, потому что, честно говоря, это была моя вина».
8 марта 2024 года JTBC News сообщила, что Лукас дебютирует сольно в апреле, что позже подтвердило SM Entertainment. Дебютный сингл-альбом Лукаса Renegade вышел 1 апреля 2024 года вместе с одноимённой ведущей песней. Альбом дебютировал под номером 13 в чарте альбомов Южной Кореи Circle Chart с продажами в первую неделю в 25 897 копий. После выхода Renegade Лукас отправился в свой первый сольный тур — фанатский тур по Азии под названием Fiat Lux. Тур начался в Гонконге 13 апреля и продолжился в Джакарте, Тайбэе и Маниле в течение следующих недель.

## Дискография

### Сингл-альбомы
| Название | Детали                                                                                                 | Наивысшая позиция в чартах | Продажи         |
| Название | Детали                                                                                                 | KOR                        | Продажи         |
| -------- | --- | -------------------------- | --------------- |
| Renegade | - Дата выхода: 1 апреля 2024 года - Лейбл: SM Entertainment - Форматы: CD, digital download, streaming | 13                         | - Корея: 31,961 |

### Синглы
| Название   | Год  | Альбом   |
| ---------- | ---- | -------- |
| «Renegade» | 2024 | Renegade |

### Коллаборации
| «Coffee Break» (с Dirty Loops и участием Ричарда Бона)                                | 2018 | — | SM Station: 3 Season |
| «—» обозначает релизы, которые не попали в чарты или не были выпущены в этом регионе. |      |   |                      |

### Песни с другими артистами
| «All Night Long» (저녁의 이유) (Тхэён с участием Лукаса)                              | 2018 | 72 | Something New |
| «—» обозначает релизы, которые не попали в чарты или не были выпущены в этом регионе. |      |    |               |

### Саундтрек
| Название                                                                              | Год          | Пиковые позиции | Пиковые позиции | Пиковые позиции | Продажи      | Альбом                  |
| Название                                                                              | Год          | CHN             | CHN             | KOR             | Продажи      | Альбом                  |
| Название                                                                              | Год          | CHN             | QQ              | KOR             | Продажи      | Альбом                  |
| Коллаборации                                                                          | Коллаборации | Коллаборации    | Коллаборации    | Коллаборации    | Коллаборации | Коллаборации            |
| ------------------------------------------------------------------------------------- | ------------ | --------------- | --------------- | --------------- | ------------ | ----------------------- |
| "造亿万吨光芒" (вместе Анджелабейби, Ли Чен, Чжэн Кай, Чжу Вэй, Ван Яньлинь, Сон Юци) | 2019         | —               | —               | —               | N/A          | Keep Running theme song |
| «—» обозначает релизы, которые не попали в чарты или не были выпущены в этом регионе. |              |                 |                 |                 |              |                         |

## Фильмография

### Телевизионные шоу
| Год      | Английское название                    | Оригинальное название | Канал | Ноты             | Ссылка |
| -------- | -------------------------------------- | --------------------- | ----- | ---------------- | ------ |
| 2018     | Real Man 300                           | 사나이 사나이 300     | MBC   | Актерский состав | [ 34 ] |
| 2018     | Law of the Jungle in Last Indian Ocean | 정글 의 법칙          | SBS   | Актерский состав | [ 35 ] |
| 2019–н.в | Keep Running                           | 奔跑吧                | ZRTG  | Актерский состав | [ 36 ] |

### Комментарии
1. ↑  The Billboard China Top 100 was launched in January 2019 by Billboard China.